# 日本農学系学生ゼミナール連合
日本農学学生ゼミナール連合（にほんのうがくがくせいぜみなーるれんごう）、略称・日農ゼミ（にちのうぜみ）は、全国の大学・大学院・農業大学校・短期大学等の学生による、農学及びその関連学部に関するゼミナール活動の連合体である。1954年12月に第1回大会を東京農工大で開催し発足した。発足の直接的な経緯としては、1954年の全学連第七回全国大会において、「専門別学科別会議の創設」という方針がたてられたことによる。この方針に従って、全学連文化部のもとに、この日農ゼミのほか、全教ゼミ、医ゼミ、経済ゼミ、文学ゼミ、心理学ゼミ、法学ゼミ、哲学ゼミ、社会学ゼミ、理工ゼミ、性教協ゼミなどが全国の大学を糾合してつくられていった。発足時の思想的背景としては、1952年頃から民主主義科学者協会（通称「民科」）が唱えていた「国民的科学の創造を」という路線であり、対米従属からの脱却を目指す民族主義的な色合いが強かった。
1962年12月21日付で発行された、日農ゼミ機関紙「前閃」創刊号では、60年安保前後の学生運動の混乱を反映して、日農ゼミのあり方を巡って様々な考え方が開陳されているが、主体性論など革共同系の考え方が主流となっていることが読み取れる。（発行所：日農ゼミ中央書記局＝東京農工大農学部内）
同機関紙によれば、当時の日農ゼミ加盟校は以下のとおりである。帯広畜産大学、酪農学園大学酪農学部、弘前大学農学部、岩手大学農学部、東北大学農学部、山形大学農学部、宮城県立農業短期大学、茨城大学農学部、宇都宮大学農学部、千葉大学園芸学部、東京大学農学部、東京教育大学農学部、東京農工大学農学部、明治大学農学部、東京農業大学農学部、麻布獣医科大学、協同組合短期大学、鯉淵学園短期大学、新潟大学農学部、静岡大学農学部、名古屋大学農学部、岐阜大学農学部、三重大学農学部、名城大学農学部、京都大学農学部、京都府立大学農学部、大阪府立大学農学部、滋賀県立短期大学農学部、兵庫農科大学農学部、鳥取大学農学部、岡山大学農学部、広島大学水畜産学部、山口大学農学部、島根農科大学農学部、愛媛大学農学部、香川大学農学部、佐賀大学農学部、宮崎大学農学部、鹿児島大学農学部。